# Mancieulles
Mancieulles ist eine Ortschaft und eine Commune déléguée in der französischen Gemeinde Val de Briey mit 1.801 Einwohnern (Stand 1. Januar 2022) im Département Meurthe-et-Moselle in der Region Grand Est (bis 2015 Lothringen). Die Einwohner von Mancieulles werden Mancieullois genannt.
Die Gemeinde Mancieulles wurde am 1. Januar 2017 mit Mance und Briey zur neuen Gemeinde Val de Briey zusammengeschlossen. Die Gemeinde war Teil des Arrondissements Briey sowie des Kantons Briey und Mitgliedsgemeinde im Gemeindeverband Pays de Briey.

## Lage
Mancieulles liegt etwa 18 Kilometer westsüdwestlich von Thionville im Tal des Flusses Woigot. 
Umgeben wurde die Gemeinde Mancieulles von den Nachbargemeinden Tucquegnieux im Norden, Bettainvillers im Norden und Nordosten, Mance im Süden und Osten sowie Anoux im Süden und Westen.

## Bevölkerungsentwicklung
| Jahr                       | 1962 | 1968 | 1975 | 1982 | 1990 | 1999 | 2006 | 2012 |
| Einwohner                  | 2660 | 2369 | 2107 | 1549 | 1474 | 1419 | 1546 | 1792 |
| Quellen: Cassini und INSEE |      |      |      |      |      |      |      |      |

## Sehenswürdigkeiten
- Kirche Saint-Siméon aus dem 12. Jahrhundert, Umbauten aus dem 18. und 20. Jahrhundert
- Alte Kapelle Notre-Dame in Saint-Pierremont

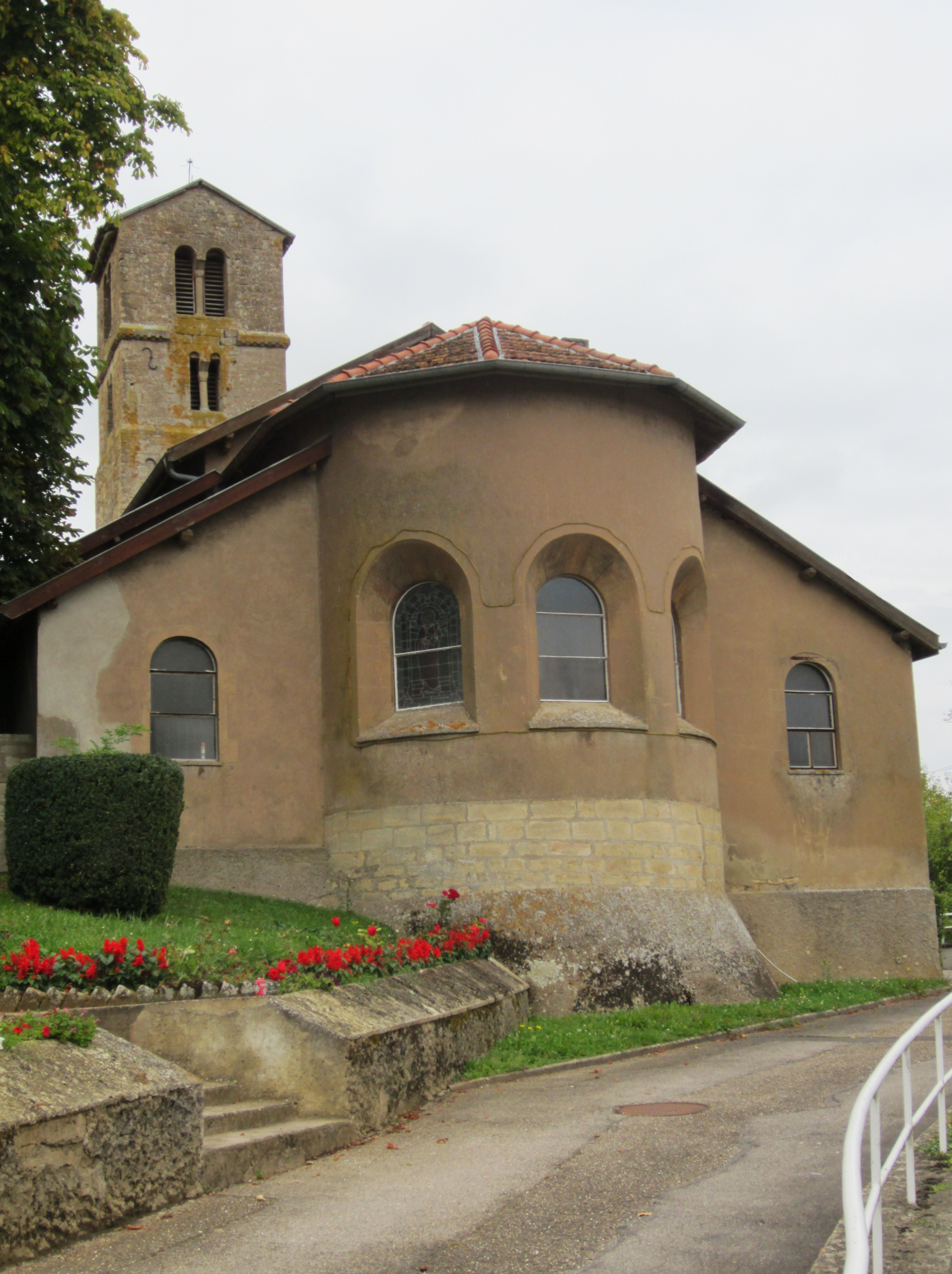
Kirche Saint-Siméon

- Calvaire

## Persönlichkeiten
- Serge Masnaghetti (* 1934), Fußballspieler